# Одобешть (комуна, Бакеу)
Одобешть, Одобешті (рум. Odobești) — комуна у повіті Бакеу в Румунії. До складу комуни входять такі села (дані про населення за 2002 рік):
- Белуша (87 осіб)
- Одобешть (518 осіб)
- Тіса-Сілвестрі (965 осіб)
- Чутурешть (797 осіб)

Комуна розташована на відстані 262 км на північ від Бухареста, 21 км на північний схід від Бакеу, 62 км на південний захід від Ясс.

## Населення
У 2009 року у комуні проживали 2549 осіб.

## Зовнішні посилання
- Дані про комуну Одобешть на сайті Ghidul Primăriilor